# Унголиант
Унголиант е измислен герой от легендариома на Джон Роналд Руел Толкин, описан като зъл дух, приел формата на гигантски паяк и описван като „тя“. В превод от синдарин (един от измислените езици на Толкин) името ѝ означава "черен (мрачен) паяк". Унголиант се появява в „Силмарилион“ съвсем за кратко, но действията ѝ оставят дълбок отпечатък върху Арда, помагайки на Моргот да осъществи мрачните си планове.

## Произход
Произходът на Унголиант е неясен и Толкин не разкрива повече детайли, освен това, че тя е съществувала от „преди света“, което би могло да означава, че е била маяр. В една бележка на Толкин в „Недовършени предания“ се казва, че „Може би тя е била отгледана от мъгла и тъмнина отвъд пределите на Сенчестите морета, някъде в пълния мрак между помръкването на Лампите и появата на Двете дърветата (Лаурелин и Телперион)“.

## История
В оригиналните си текстове, Толкин споменава, че Унголиант е била дух на нощта, на име Móru, помогнал на Мелкор в атаката му срещу Валинор. За да помогне на Мелкор да се придвижва незабелязано в земите на валарите, Унголиант изплела около него гъста мрежа от мрак (или по-точно „несветлина“). Като отплата за нейната помощ, Мелкор обещал да даде голямата част от плячката която двамата успеят да заграбят от Валинор. Мелкор не споменал нищо за силмарилите, които били главната му цел. Под прикритието на несветлината двамата успели да достигнат в сърцето на безсмъртните земи и макар да търсил само силмарилите, голямата завист на Мелкор към всичко съградено от валарите го тласкала към унищожение. Двете дървета, които разпръсквали светлината над Арда били особено омразни за Мелкор, който ненавиждал светлината им. Пронизал стволовете им с черното си копие, а Унголиант изпила соковете им и вляла отрова в тях, унищожавайки ги безвъзвратно. Колкото повече светлина поглъщала, толкова повече избълвала тъмнина и мрак Унголиант, придобивайки все по-чудовищни размери. Много творения на валарите били погълнати от нея и мракът, изтъкан от нея укривал и нея и Мелкор. 
В крайна сметка Мелкор успял да заграби силмарилите и двамата избягали надалеч в Средната земя. Унголиант усетила, че Мелкор наближава владенията си и може и да се отметне от обещанията си, затова го спряла и поискала да ѝ даде обещаното. Мелкор с голяма неохота давал заграбените от него прекрасните творения на валарите, които Унголиант поглъщала и растяла все повече – толкова, че Мелкор се изплашил. Когато останали само силмарилите Мелкор отказал да ѝ ги даде. Мелкор нямал достатъчно сили, за да я отблъсне и надал страшен вик и когато Унголиант се нахвърлила върху него. Викът му бил толкова мощен, че балрозите го чули и полетели да спасят господаря си и да прогонят Унголиант. 
В бягството си през Еред Горгорот и Белерианд Унголиант оставила свое поколение, едно от които се откроявало значително – Корубана. Гигантските паяци в Мраколес също се считат за нейно наследство.
Какво се случва с Унголиант след това не е ясно. В "Силмарилион" се казва, че когато се скрила в мрачните дълбини на света, гладът й бил толкова голям, че я е накарал да погълне сама себе си.

## Унголиант в други изкуства
Унголиант е обект на няколко хевиметъл песни. Конфликтът й с Моргот за Силмарилите е отразен в песента на Blind Guardian Into the Storm от албума им Nightfall in Middle-Earth от 1998 г. Австрийската блек метъл група Summoning има песен, наречена "Ungolianth" в албума си Minas Morgul от 1995 г. В своя албум от 2006 г. The Morrigan's Call, ирландска келтска метъл банда Cruachan включва песен "Ungoliant", както и една, кръстена на Корубана (Shelob).